# Genoveva van Parijs
Genoveva, Genovefa, in het Frans Geneviève, (Nanterre rond 420 – Parijs rond 500) is een Franse heilige.

## Leven

### Jeugd
Genoveva was de dochter van een geromaniseerde Germaan die eerst in het leger had gediend. Hij was stadsmagistraat en bezat een groot landgoed. Hij en zijn gezin hadden het Romeins burgerschap. Volgens de overlevering ontmoette Genoveva als jong meisje de heiligen Germanus van Auxerre en Lupus van Troyes. Germanus voorspelde haar heiligheid, waarop zij de gelofte van maagdelijkheid aflegde. Genoveva leefde streng, bad voortdurend en deed aan liefdadigheid. Een eerste mirakel zou hebben plaatsgevonden toen haar moeder het zicht verloor toen ze Genoveva wilde verhinderen de Mis bij te wonen. Na meer dan een jaar kreeg ze haar zicht terug door tussenkomst van haar dochter. Rond haar twintigste werd Genoveva gewijd als maagd door bisschop Villicus.

### Parijs

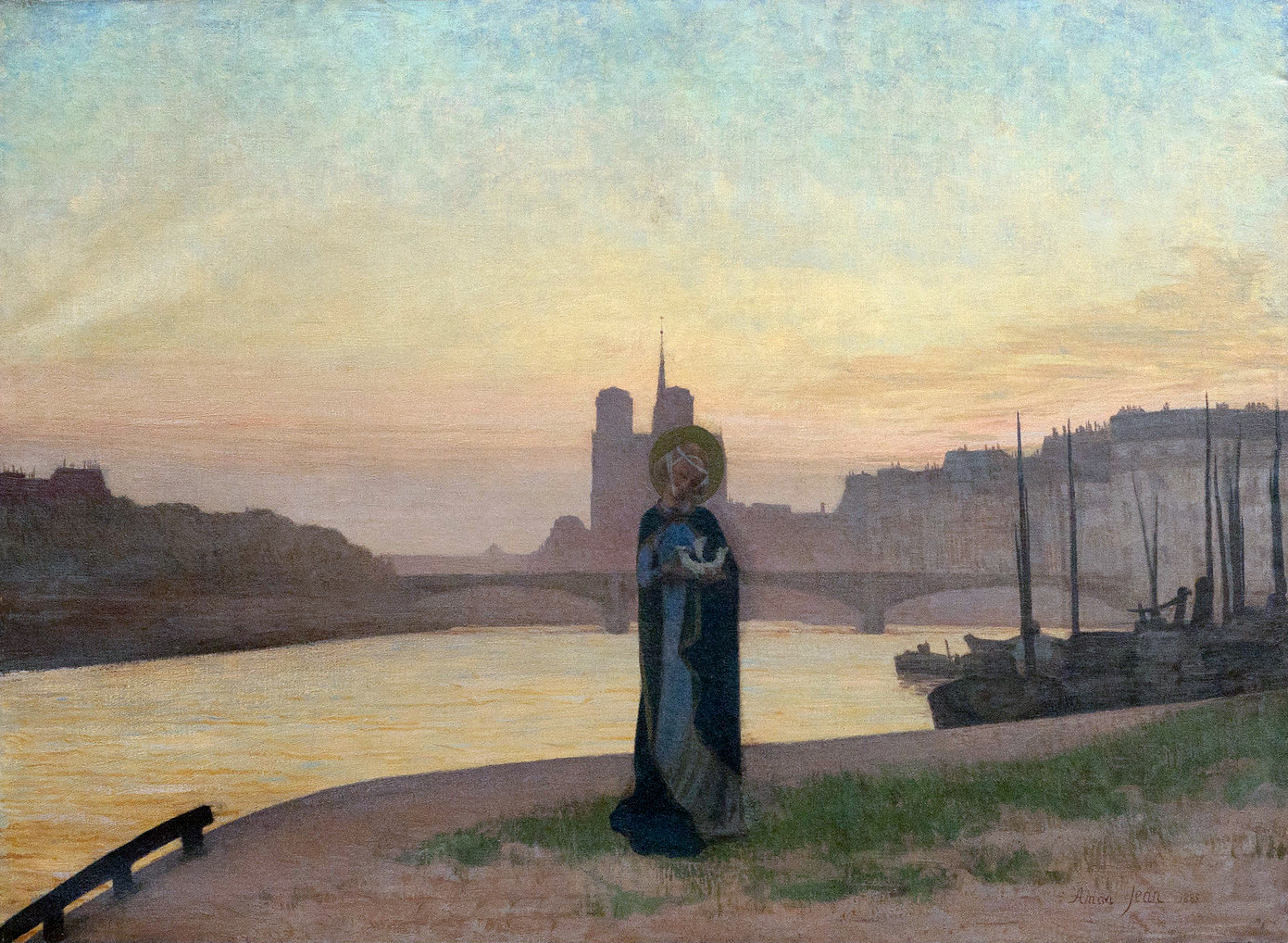
De heilige Genoveva voor Parijs, Edmond Aman-Jean (1885)

Rond haar vijfentwintigste ging Genoveva in Parijs wonen. Ze beheerde het familiale landbouwdomein en dreef handel in Parijs waar ze zich ook met de politiek bemoeide. Uit haar inkomsten zorgde ze voor de armen van Parijs. Er vond een tweede ontmoeting met de heilige Germanus plaats, die haar verdedigde tegen kwaadsprekerij van de Parijzenaars.
Toen Attila in 451 tegen Parijs optrok (Beleg van Parijs, 451), zou Genoveva het gevaar hebben afgewend. Zij haalde de Parijzenaars over om niet te vluchten, maar hun stad te verdedigen. Toen Attila vernam dat Parijs werd verdedigd, trok hij met een boog om de stad om rechtstreeks Orléans aan te vallen.
Bij een hongersnood in Parijs voorzag Genoveva een graantransport over de Seine vanuit Arcis-sur-Aube. Verder voorzag ze de bouw van een schrijn voor de heilige Dionysius van Parijs en van een kerk gewijd aan Sint-Pieter en Sint-Paulus.

### Clovis
Genoveva onderhield goede betrekkingen met koning Childerik. Als dochter van een Frank sprak ze zelf ook Oudnederfrankisch. Ze zette zich in voor de eenheid van het Gallo-Romeins Rijk onder de Franken en tegen de burgeroorlogen. Ze overhaalde Childerik om ter dood veroordeelde gevangenen het leven te sparen.
Genoveva knoopte vriendschapsbanden aan met de katholieke Clothilde, de tweede echtgenote van Clovis. Samen begeleidden ze Clovis naar zijn doopsel.

### Dood

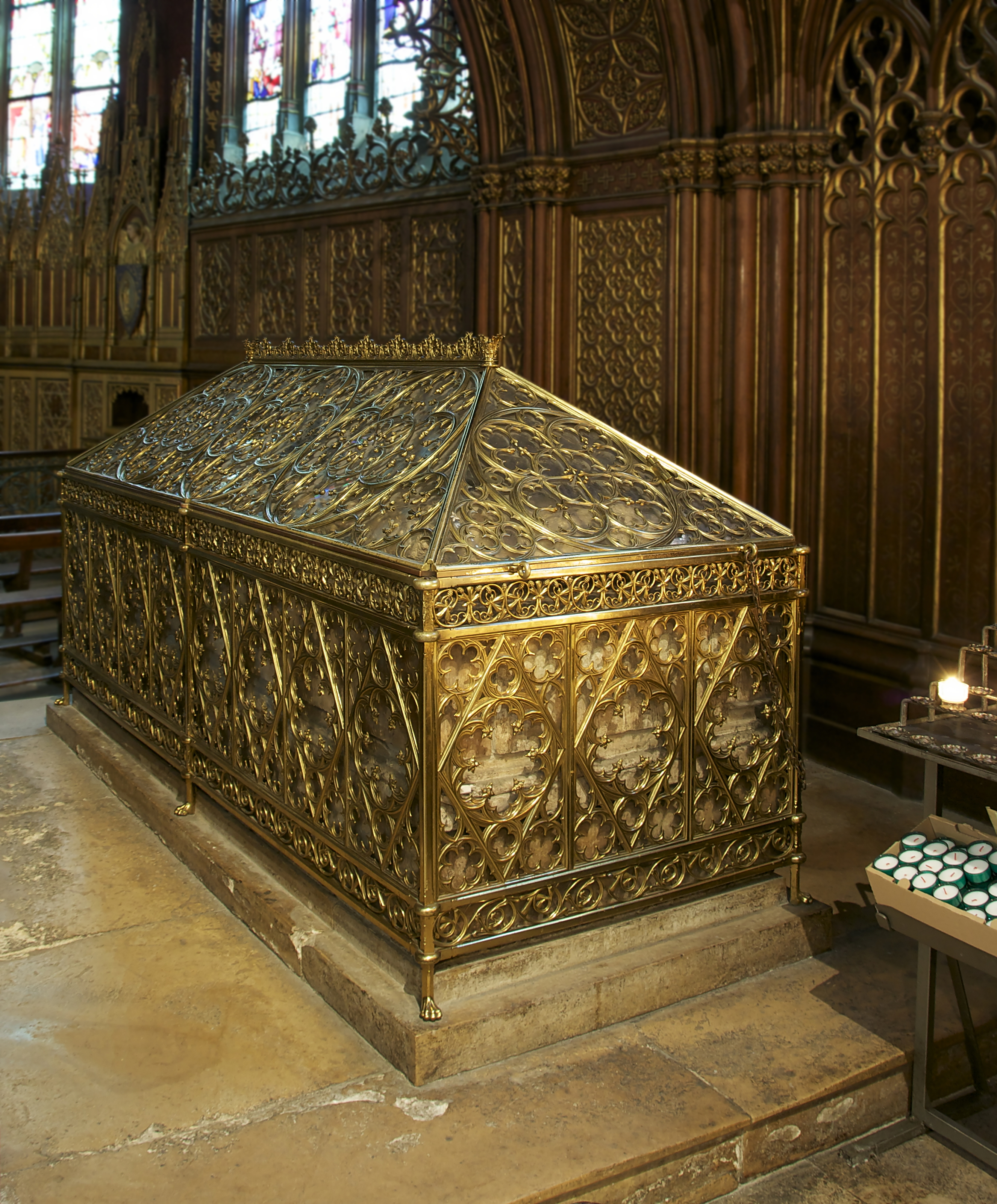
Graftombe van de heilige Genoveva

Genoveva stierf toen ze al meer dan 80 jaar oud was. Ze werd begraven in een stenen sarcofaag voorzien voor de familie van Clovis die bewaard wordt in de Église Saint-Étienne-du-Mont in Parijs.

## Voorspraak/Bidden
Haar feestdag is op 3 januari, haar sterfdatum. Genoveva is de patroonheilige van Parijs, de stad en het bisdom Nanterre, de wijnboeren, de vrouwen, de hoedenmakers, de rijkswachters en de herders. Zij wordt aangeroepen tegen oogpijn, koorts, blazen, de pest, de droogte en de oorlog. Sint-Genoveva wordt meestal afgebeeld met een brandende kaars, aangezien haar kaars zou zijn uitgeblazen door de duivel, toen zij 's nachts in de kerk wilde bidden.
Het Panthéon te Parijs, tegenwoordig vooral bekend als begraafplaats van beroemde Fransen, werd oorspronkelijk gebouwd als een aan Geneviève gewijde kerk. 

### Nederland
In Nederland vindt de devotie voor Genoveva onder andere te Breugel en Holset plaats. Ook is er een wegkapel aan de Diependalsweg te Epen, de Sint-Genovevakapel.

### België
In het Belgische Zepperen is er een Sint-Genovevakerk, met muurschilderingen uit 1509 waarop onder meer episodes uit het leven van Genoveva worden afgebeeld. Ook in Steenhuffel staat een Sint-Genovevakerk en gaat de jaarlijkse Sint-Genovevaprocessie door tijdens Sinksen met 700 figuranten. En in Oplinter wordt zij ook nog steeds vereerd als patroonheilige van het dorp. Er is daar ook een beek naar haar genoemd: de H.Genovevahbeek. Van die beek werd gezegd, dat het water helende krachten heeft. Honderden jaren geleden kwamen bedevaarders met huidziekten van overal er zich in baden, en ook de pastorie aan de parochiekerk heeft een tijd dienst gedaan als hospitaal voor zulke bedevaarders. Hierin stonden dus bedden en er waren kamertjes. Oplinter (nabij Tienen) was een bedevaartdorp.